# 2400 Деревська
2400 Деревська (2400 Derevskaya) — астероїд головного поясу, відкритий 17 травня 1972 року.
Тіссеранів параметр щодо Юпітера — 3,221.